# Raynham (Massachusetts)
Raynham è un comune degli Stati Uniti d'America facente parte della contea di Bristol nello stato del Massachusetts.